# Титан (футбольный клуб, Донецк)
«Титан» — футбольный клуб из Донецка. Выступал в группе Б второй лиги Украины.
Клуб был создан в 2007 году на основе спортивного клуба «Титан», который существовал с 2002 года. Президент клуба — Драч, Николай. Главный тренер — Король, Евгений Григорьевич.Директор - Калько Андрей Станиславович

## Понижение в классе
Профессиональный футбольный клуб «Титан» Донецк не выполнил постановление XVIII Конференции Профессиональной футбольной лиги Украины и Центральной Рады Профессиональной футбольной лиги Украины от 07.07.2009 г. № 16 об оплате гарантийной части заявочного взноса для участия в соревнованиях сезона 2009/10 годов. Согласно этому, постановлением Центральной Рады ПФЛ Украины команда снята с соревнований сезона 2009/10 годов, а клуб исключён из состава Профессиональной футбольной лиги.

## Участие вчемпионате Донецкой области
Футбольный клуб «Титан» Донецк подал заявку на участие в областном чемпионате с третьего круга. Первый матч в чемпионате Донецкой области «Титан» проиграл на своем поле «Орбису» из Макеевки — 1:3.

## Игроки
- Сивни, Янош Стефанович
- Приходько, Александр Иванович
- Чернеев, Владислав Валерьевич
- Басов, Сергей Германович
- Дорошенко, Илья Андреевич
- Малюга, Владимир Николаевич
- Александров, Олег Евгеньевич
- Барановский, Артём Николаевич
- Квирквия, Михаил Отариевич
- Шубин, Артём Юрьевич
- Бородавка, Вадим Николаевич
- Феденков, Александр Александрович
- Лискевич, Олег Владимирович
- Листопад, Тимофей Андреевич
- Соколовский, Денис Михайлович
- Исаев, Александр Васильевич
- Скидан, Олег Вадимович
- Перепелица, Игорь Викторович
- Погодин, Сергей Анатольевич
- Охмат, Евгений Игоревич
- Кононенко, Дмитрий Васильевич
- Бабинский, Михаил Леонидович
- Гуливатый, Олег Анатолиевич
- Фёдоров, Денис Сергеевич
- Гись, Николай Николаевич